# Franz Josef Popp
Franz Josef Popp (* 14. Januar 1886 in Wien; † 29. Juli 1954 in Stuttgart) war ein österreichischer Ingenieur und der erste Generaldirektor von BMW.

## Leben
Franz Josef Popp besuchte in Wien zunächst die Realschule, dann das Gymnasium, von dem er zur Deutschen Technischen Hochschule Brünn wechselte. Er absolvierte dort ein Studium der Fächer Maschinenbau und Elektrotechnik.

## Wirken
Popp trat zunächst bei der AEG-Union in Wien als Elektro-Bauingenieur ein. Da die AEG-Union bei Ausbruch des Krieges 1914 auf technische Lizenzen im Bereich des Flugzeugmotorenbaus angewiesen war, entsandte sie Popp zum Studium des Flugzeugmotorenbaus zu Daimler, Benz und NAG. Die Aufnahme der Fabrikation bei der AEG-Union scheiterte jedoch an den fehlenden Werkzeugmaschinen. Popp schlug daher den Bau des 350 PS starken Austro-Daimler-Motors bei den Rapp-Motorenwerken in München vor. Diese hatten bisher schon Flugmotoren gebaut, die jedoch den Anforderungen der Heeresverwaltungen nicht entsprachen. Der Vorschlag Popps wurde von der österreichischen Marine angenommen, die ihn zur Überwachung des Baus von 224 Motoren als Beauftragter der k.k. Marine nach München entsandt.
Nach kurzer Zeit erkannte Popp, dass weder die kaufmännische noch die technische Leitung des Werkes zur Ausführung des Auftrages in der Lage war. Mit Hilfe des erfahrenen Konstrukteurs Max Friz, den er von der Daimler-Motoren-Gesellschaft geholt hatte, übernahm er auf Wunsch der Firma Rapp die Führung des Werkes, welches gleichzeitig eine Namensänderung in Bayerische Motorenwerke GmbH erfuhr. Da der Auftrag keine Auslastung der Firma garantierte, versuchte er – wiederum mit Hilfe von Max Friz, der einen neuen Höhenmotor konstruieren sollte – die preußische Heeresverwaltung als Kunden zu gewinnen. Diese hatte jedoch im Zuge der Vereinheitlichung (Hindenburg-Programm) andere Pläne, so dass zuerst nur eine Teile-/Lizenzproduktion von Motoren von Daimler (Mercedes) und Benz möglich war. Es gelang Popp jedoch, Major Wagenführ von der IdFlieg (Inspektion der Fliegertruppen) zu einer Besichtigung der Neukonstruktion zu überreden, die diesen und die anwesenden Fachleute so überzeugte, dass er von der IdFlieg Berlin zunächst einen Auftrag zur Herstellung von 600 Motoren erhielt.
Am 17. September 1917 lief der erste BMW-III-Motor (dessen Entwicklung erst am 20. Mai begonnen hatte) ohne Zwischenfälle und Beanstandungen auf dem Prüfstand. Die Erprobung des Motors verlief so erfolgreich, dass die IdFlieg sofort weitere Motoren bestellte. Da das Kapital der GmbH jedoch nicht ausreichte, wurde die GmbH am 12. August 1918 in eine AG umgewandelt. Erstes und einziges Vorstandsmitglied war Franz Josef Popp. Auf Wunsch der IdFlieg wurden weitere Neukonstruktionen (BMW II, BMW IIIa, BMW IV) in Angriff genommen, deren Lizenzbau teilweise an andere Unternehmen vergeben wurde (Deutz, Opel). Zu Kriegsende 1918 hatte Popp in zwei Jahren aus einem unbedeutenden Insolvenzbetrieb (Rapp) eines der größten Flugzeugmotorenwerke geschaffen mit einem Auftragsbestand von 100 Millionen Mark und 3500 Mitarbeitern, eine Leistung, die auch in der damaligen Zeit außergewöhnlich war.
Mit Kriegsende kam diese Entwicklung jedoch zum Stillstand und Popp musste Aufgaben für eine Friedensproduktion suchen. Das gelang zunächst mit der Herstellung von Boots- und Wagenmotoren sowie dem Bau von jährlich 100.000 Knorr-Luftdruckbremsen, deren Lizenzbau für Bayern er übernahm. Schließlich übernahm er noch den Lizenzbau von Motorradmotoren der Victoria-Werke Nürnberg. Da sich die Aktionäre jedoch diesem Plan widersetzten, gründete er 1921 mit Hilfe des österreichischen Industriellen Camillo Castiglioni eine neue Firma, kaufte von der Knorr-Bremse AG den Namen „Bayerische Motorenwerke“ (samt Konstruktion, Material und Einrichtung für den Motorenbau) und erwarb die Räume der stillgelegten Bayerischen Flugzeugwerke München.
Unter Popps Leitung als Direktor konstruierte Max Friz 1922/23 das erste BMW-Motorrad, die R 32 mit längs eingebautem Boxermotor und Wellenantrieb. 1925 setzte mit den weiterentwickelten Motoren BMW V und VIII sowie dem Zwölfzylindermotor BMW VI auch der Flugmotorenbau wieder ein. Im selben Jahr wurde er zum Generaldirektor ernannt, vergleichbar mit einem modernen Vorstandsvorsitzenden. 1927/28 führte der Lizenzbau der luftgekühlten Sternmotoren Wasp und Hornet des amerikanischen Herstellers Pratt & Whitney schließlich zur Neugründung der Flugmotorenfabrik Eisenach GmbH (1936) und dem Ankauf der Brandenburgischen Motorenwerke (1939). Der Zweite Weltkrieg machte jedoch diesen Erfolg zunichte.

## Varia
Da Popp während des Krieges vehement gegen eine einseitige Ausrichtung der BMW-Produktion auf die Kriegsrüstung votierte, wurde er 1942 von den NS-Behörden „beurlaubt“. 
Popp trat zum 1. Mai 1933 der NSDAP bei (Mitgliedsnummer 3.211.305). 1936 geriet er in Schwierigkeiten und es drohte ihm der Parteiausschluss, da er an seinem jüdischen Hausarzt festhielt. Bei der Gerichtsverhandlung gab er an, er habe bereits vor 1933 mit der NSDAP sympathisiert und sie mit eigenen Mitteln und aus dem Betriebsvermögen von BMW unterstützt.
Nach dem Zweiten Weltkrieg geriet er in alliierte Haft, wo er bei der Entnazifizierung zuerst als „Mitläufer“ und kurz vor seiner Entlassung als „unbelastet“ eingestuft wurde. Danach versuchte er mehrfach, wieder an die Spitze des Unternehmens zu kommen, es gelang ihm aber – auch aufgrund seiner angegriffenen Gesundheit – nicht mehr.